# België op het Eurovisiesongfestival 1963
België nam deel aan het Eurovisiesongfestival 1963 in de Britse hoofdstad Londen. Het was de achtste deelname van het land op het Eurovisiesongfestival. Jacques Raymond eindigde met 4 punten op de tiende plaats.

## Selectieprocedure
In 1963 deed de beroemde show Canzonissima haar intrede op de Vlaamse televisie. Het was zo'n succes dat ook in de jaren dat Vlaanderen geen kandidaat naar het Songfestival mocht afvaardigen, er toch een Canzonissima werd georganiseerd. De BRT organiseerde negen voorrondes met telkens twaalf kandidaten. De beste drie liedjes daarin mochten telkens verder naar de volgende halve finale. Wie drie halve finales overleefde, mocht naar de grote finale op 16 februari in Brussel. In de finale werden alle liedjes tweemaal vertolkt, de eerste keer door de Nederlanders Anita Berry en John de Mol sr.. Twee jury's van telkens twintig mensen velden een oordeel. Op voorhand werd Luister naar de wind als favoriet aangeduid, maar het was Jacques Raymond die met Waarom? naar Londen mocht.
| Plaats | Artiest         | Lied                 | Punten |
| ------ | --------------- | -------------------- | ------ |
| 1      | Jacques Raymond | Waarom?              | 292    |
| 2      | Lize Marke      | Luister naar de wind | 289    |
| 3      | Rina Pia        | Er speelt een orgel  | 274    |
| 4      | Lize Marke      | Saksisch porselein   | 247    |
| 5      | Jo Leemans      | Zo mooi              | 241    |
| 6      | Lieve Olga      | Con amore            | 186    |

1956 · 1957 · 1958 · 1959 · 1960 · 1961 · 1962 · 1963 · 1964 · 1965 · 1966 · 1967 · 1968 · 1969 · 1970 · 1971 · 1972 · 1973 · 1974· 1975 · 1976 · 1977 · 1978 · 1979 · 1980 · 1981 · 1982 · 1983 · 1984 · 1985 · 1986 · 1987 · 1988 · 1989 · 1990 · 1991 · 1992 · 1993 · 1994 · 1995 · 1996 · 1997 · 1998 · 1999 · 2000 · 2001 · 2002 · 2003 · 2004 · 2005 · 2006 · 2007 · 2008 · 2009 · 2010 · 2011 · 2012 · 2013 · 2014 · 2015 · 2016 · 2017 · 2018 · 2019 · 2020 · 2021 · 2022 · 2023 · 2024 · 2025